# Octombrie 1990
Acest articol este generat integral pe baza informațiilor din articolul 1990 și este actualizat periodic de un robot.
 Editările făcute în articol vor fi șterse la următoarea actualizare! Dacă doriți să faceți modificări, editați articolul-sursă.

ianuarie -
februarie -
martie -
aprilie -
mai -
iunie -
iulie -
august -
septembrie -
octombrie -
noiembrie -
decembrie
Octombrie 1990 a fost a zecea lună a anului și a început într-o zi de luni.

## Evenimente

Reunificarea Germaniei

- 3 octombrie: Germania de Est și Germania de Vest se reunifică formând o singură Germanie.
- 21 octombrie: Ayrton Senna își câștigă al doilea titlu mondial în Formula 1.
- 15 octombrie: Liderul URSS, Mihail Gorbaciov primește Premiul Nobel pentru Pace pentru eforturile sale de a detensiona Războiul Rece și pentru reformele din URSS.

## Nașteri
Hazal Kaya, actriță turcă
Michele Morrone, actor italian
Maria Fisker, handbalistă daneză
Li Hang, jucător de snooker chinez
Hotaru Yamaguchi, fotbalist japonez
Sebastián Coates, fotbalist uruguayan
Iulia Sanina, cântăreață ucraineană
Cristian Mejía, fotbalist columbian
Henri Lansbury, fotbalist britanic
Florian Munteanu, actor și boxer
Himesh Patel, actor britanic
Serghei Cechir, halterofil moldovean
Jeon Ji-yoon, cântăreață sud-coreeană
Sam Bennett, ciclist irlandez
Yohanna, cântăreață islandeză
Marius Copil, jucător român de tenis de câmp
Nnamdi Oduamadi, fotbalist nigerian
Dan Gogoșoiu, fotbalist român
Filip Jazvić, fotbalist croat
Serdar Aziz, fotbalist turc
İlkay Gündoğan, fotbalist german
Eric Saade, cântăreț suedez
J.I.D (Destin Choice Route), rapper american
Emiliano Sala, jucător argentinian de fotbal (d. 2019)

## Decese
Ioana E. Petrescu, 48 ani, jurnalistă română (n. 1941)
Hans Freudenthal, 85 ani, matematician olandez (n. 1905)
Leonard Bernstein (n. Louis Bernstein), 72 ani, dirijor american de etnie evreiască (n. 1918)
Boris Piotrovski, 82 ani, istoric, arheolog și orientalist sovietic (n. 1908)
Jorge Bolet (Jorge Leopoldo Bolet Tremoleda), 75 ani, muzician american (n. 1914)
Jerry Cronin, 65 ani, politician irlandez (n. 1925)
Joel McCrea (Joel Albert McCrea), 84 ani, actor american (n. 1905)
György Kovacs, jurnalist maghiar (n. 1911)
Prințesa Sophie von Hohenberg (n. Sophie Marie Franziska Antonia Ignatia Alberta), 89 ani (n. 1901)
Ugo Tognazzi, actor italian (n. 1922)